# Каче, Эргюс
Эргюс Каче (алб. Ergys Kaçe; род. 8 июля 1993 года, Корча) — албанский футболист, полузащитник клуба «Волос». Выступал за сборную Албании.

## Клубная карьера
Эргюс Каче — воспитанник греческого клуба ПАОК. 5 января 2011 года Каче дебютировал в греческой Суперлиге в гостевом матче против «Пансерраикоса», заменив на 73-й минуте нападающего Стефаноса Атанасиадиса. В сезоне 2011/12 Каче был отдан в аренду клубу Греческой футбольной лиги (второй уровень в системе футбольных лиг Греции) «Анагенниси Эпаноми».
В сезоне 2012/13 Каче вернулся в ПАОК и сумел закрепиться в основном составе клуба. 3 марта 2013 года он забил свой первый гол на высшем уровне, открыв счёт в домашнем поединке против афинского «Паниониоса».
В августе 2016 года был отдан в аренду на год чешской «Виктории» из Пльзеня.

## Карьера в сборной
Эргюс Каче провёл ряд матчей за молодёжную сборную Албании. 7 июня 2013 года он дебютировал за главную национальную команду в домашнем матче против сборной Норвегии, проходившем в рамках отборочного турнира Чемпионата мира 2014 года. Каче в этой игре заменил на 85-й минуте полузащитника Эмильяно Вилу. А уже в следующей игре за сборную Каче забил свой первый мяч за неё, укрепив преимущество албанцев в товарищеском матче против сборной Армении. Гол Каче в конце первого тайма товарищеской встречи со сборной Франции в июне 2015 года оказался единственным в матче и принёс албанцам сенсационную победу.

## Статистика выступлений

### В сборной
| Матчи и голы Эргюса Каче за сборную Албании | Матчи и голы Эргюса Каче за сборную Албании | Матчи и голы Эргюса Каче за сборную Албании | Матчи и голы Эргюса Каче за сборную Албании | Матчи и голы Эргюса Каче за сборную Албании | Матчи и голы Эргюса Каче за сборную Албании | Матчи и голы Эргюса Каче за сборную Албании |
| ------------------------------------------- | ------------------------------------------- | ------------------------------------------- | ------------------------------------------- | ------------------------------------------- | ------------------------------------------- | ------------------------------------------- |
| №                                           | Дата                                        | Место проведения                            | Соперник                                    | Счёт                                        | Голы                                        | Соревнование                                |
| 1                                           | 7 июня 2013                                 | Кемаль Стафа, Тирана                        | Норвегия                                    | 1:1                                         | —                                           | Квалификация ЧМ 2014                        |
| 2                                           | 14 августа 2013                             | Кемаль Стафа, Тирана                        | Армения                                     | 2:0                                         | 1                                           | Товарищеский матч                           |
| 3                                           | 6 сентября 2013                             | Стожице, Любляна                            | Словения                                    | 0:1                                         | —                                           | Квалификация ЧМ 2014                        |
| 4                                           | 10 сентября 2013                            | Лаугардалсвёллур, Рейкьявик                 | Исландия                                    | 1:2                                         | —                                           | Квалификация ЧМ 2014                        |
| 5                                           | 11 октября 2013                             | Кемаль Стафа, Тирана                        | Швейцария                                   | 1:2                                         | —                                           | Квалификация ЧМ 2014                        |
| 6                                           | 15 октября 2013                             | ГСП, Никосия                                | Кипр                                        | 0:0                                         | —                                           | Квалификация ЧМ 2014                        |
| 7                                           | 5 марта 2014                                | Стадион Нико Дована, Дуррес                 | Мальта                                      | 2:0                                         | —                                           | Товарищеский матч                           |
| 8                                           | 31 мая 2014                                 | Муниципальный стадион, Ивердон-ле-Бен       | Румыния                                     | 0:1                                         | —                                           | Товарищеский матч                           |
| 9                                           | 4 июня 2014                                 | Ференц Пушкаш, Будапешт                     | Венгрия                                     | 0:1                                         | —                                           | Товарищеский матч                           |
| 10                                          | 8 июня 2014                                 | Олимпийский стадион, Серравалле             | Сан-Марино                                  | 3:0                                         | —                                           | Товарищеский матч                           |
| 11                                          | 7 сентября 2014                             | Муниципальный стадион, Авейру               | Португалия                                  | 1:0                                         | —                                           | Квалификация ЧЕ 2016                        |
| 12                                          | 13 июня 2015                                | Эльбасан Арена, Эльбасан                    | Франция                                     | 1:0                                         | 1                                           | Товарищеский матч                           |
| 13                                          | 8 октября 2015                              | Эльбасан Арена, Эльбасан                    | Сербия                                      | 0:2                                         | —                                           | Квалификация ЧЕ 2016                        |
| 14                                          | 26 марта 2016                               | Эрнст Хаппель, Вена                         | Австрия                                     | 1:2                                         | —                                           | Товарищеский матч                           |
| 15                                          | 29 марта 2016                               | Жози Бартель, Люксембург                    | Люксембург                                  | 2:0                                         | —                                           | Товарищеский матч                           |
| 16                                          | 3 июня 2016                                 | Атлети Адзурри д’Италия, Бергамо            | Украина                                     | 1:3                                         | —                                           | Товарищеский матч                           |
| 17                                          | 11 июня 2016                                | Боллар-Делелис, Ланс                        | Швейцария                                   | 0:1                                         | —                                           | ЧЕ 2016. Групповая стадия                   |
| 18                                          | 31 августа 2016                             | Лоро Боричи, Шкодер                         | Марокко                                     | 0:0                                         | —                                           | Товарищеский матч                           |
| 19                                          | 4 июня 2017                                 | Жози Бартель, Люксембург                    | Люксембург                                  | 1:2                                         | —                                           | Товарищеский матч                           |

Итого: 18 матчей / 2 гола